# San Luis Potosí Challenger 1981
Il San Luis Potosí Challenger 1981 è stato un torneo di tennis facente parte della categoria ATP Challenger Series nell'ambito dell'ATP Challenger Series 1981. Il torneo si è giocato a San Luis Potosí in Messico dal 13 al 20 aprile 1981 su campi in terra rossa.

## Vincitori

### Singolare
Rick Fagel ha battuto in finale  Steve Meister con il punteggio di 7–6, 6–1.

### Doppio
Brad Drewett /  George Hardie hanno battuto in finale  Rich Andrews /  Kevin Cook con il punteggio di 5–7, 6–3, 7–6.